# Retrobil
Retrobil är en benämning på en biltyp som nytillverkas för att likna en tidigare existerande modell. Det kan också syfta på en bilmodell som mer generellt efterliknar hur bilar såg ut i en tidigare epok, men som inte har någon specifik förebild.

## Exempel på retrobilar

### Volkswagen New Beetle

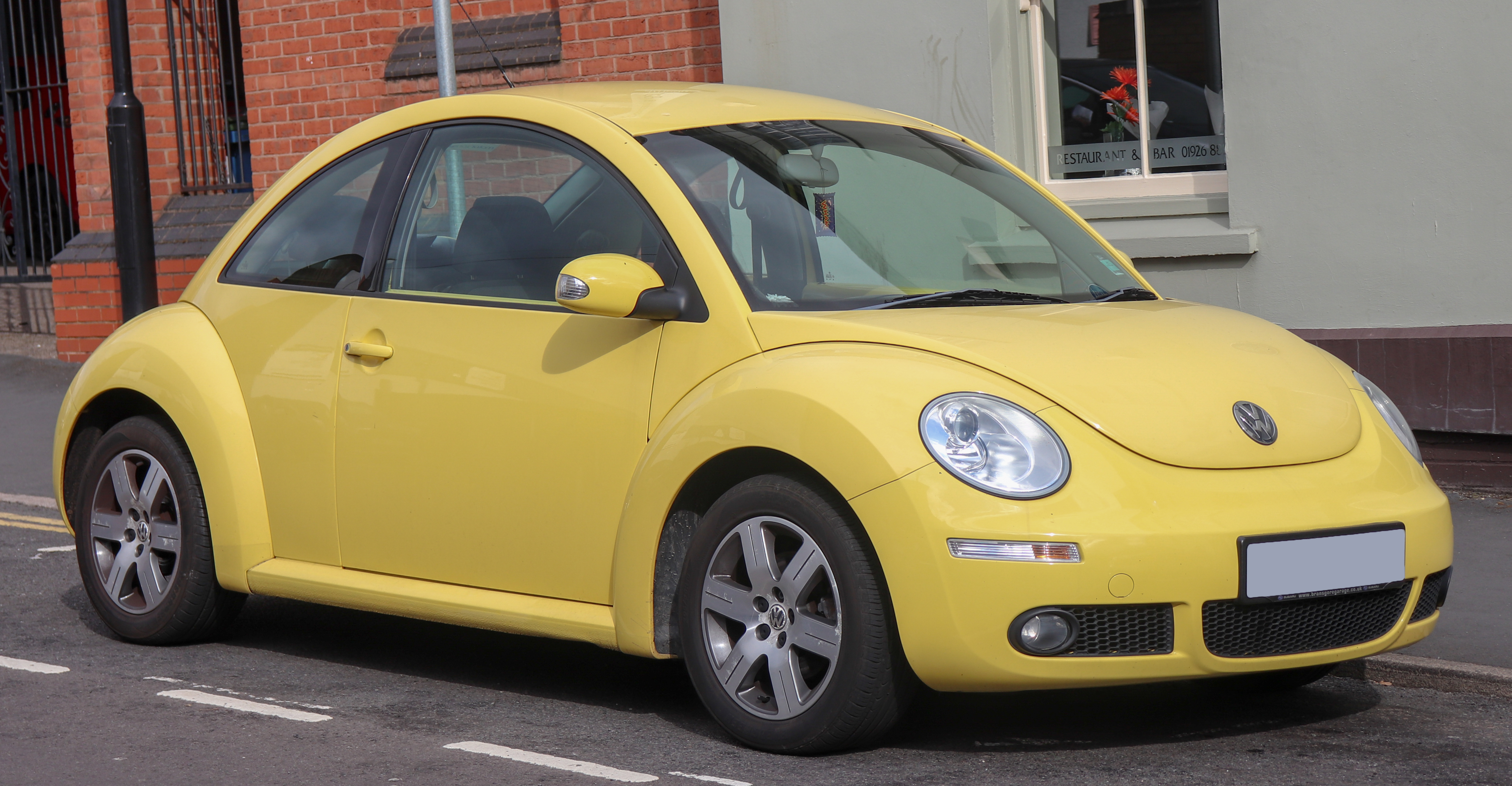
Volkswagen New Beetle

Tillverkad i flera generationer sedan 1998. Anknyter i formgivningen till Volkswagen Typ 1, som slutade tillverkas 2003, men använder teknik från Volkswagen Golf. Därför är motorplaceringen fram och bilen framhjulsdriven, i motsats till originalet. Precis som originalet finns den som 2-dörrars täckt bil eller cabriolet. Även interiören har hämtat drag från förebilden, men är naturligtvis uppdaterad till modern standard för säkerhet och komfort.

### Fiat 500

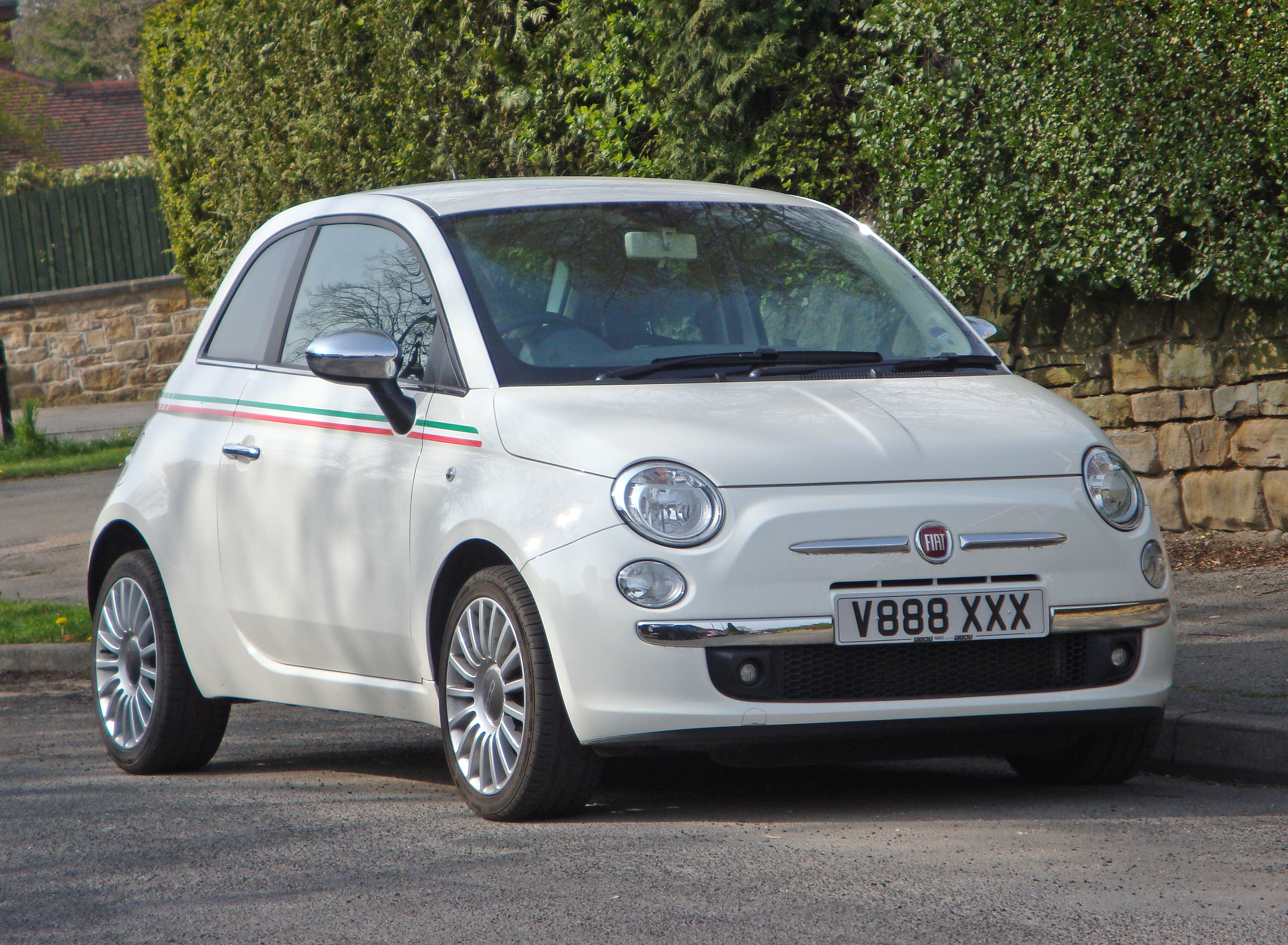
Fiat 500

Tillverkas sedan 2007. Förebilden är den småbil som tillverkades 1957–1975 och som kallades Fiat Nuova 500 (för att skilja den från en ännu tidigare modell som också hette 500). Fiat 500 är tekniskt baserad på Fiat Panda. Det har också tagits fram större versioner (500L och 500X). Dessa har bara lånat vissa drag i utseendet från originalet, och är också delvis baserade på andra bilmodeller. 

### Mini
Detta är gränsfall om den kan kallas retrobil, eftersom tillverkningen av den ursprungliga modellen fortsatte ända tills den nya tog över 2001. Men den gamla modellen var då nästa 40 år gammal och inte längre någon vanlig syn på vägarna. Den nya Mini har många designelement hämtade från originalet, men är större till formatet för att ge bättre säkerhet och utrymmen. En utmärkande detalj invändigt är den stora hastighetsmätaren, som precis som originalet är placerad mitt i instrumentbrädan (liksom en del andra engelska bilar hade). Detta underlättade på sin tid anpassning till höger- eller vänstertrafik. 

### Excalibur

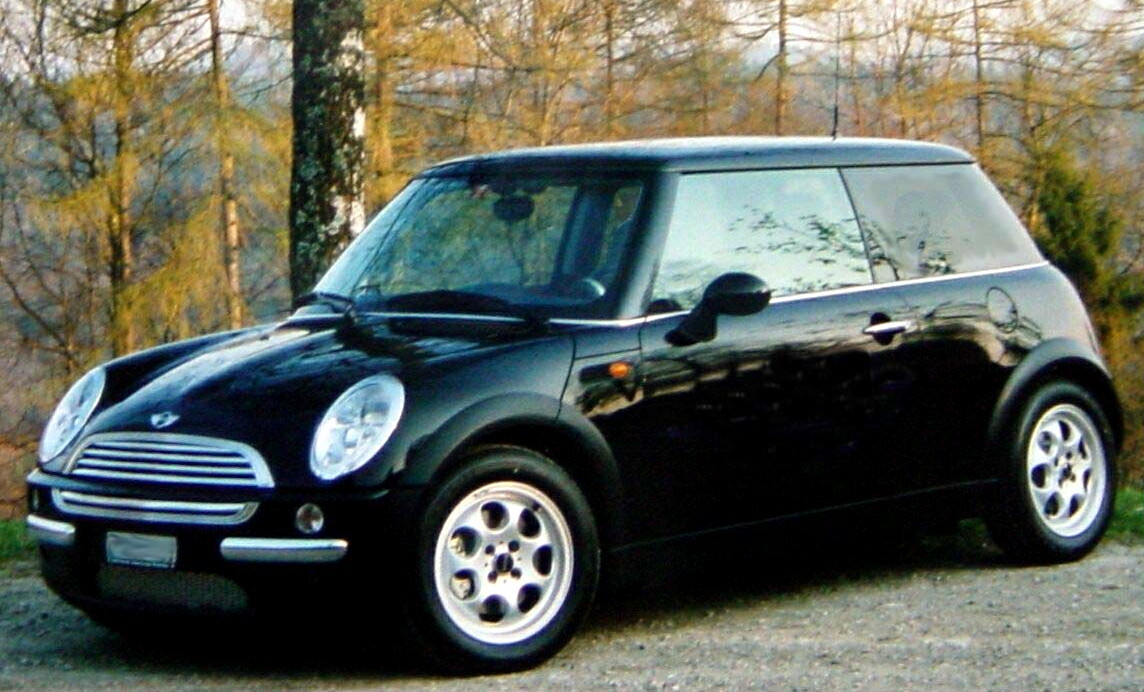

Tillverkades mellan 1969 och 1984 i USA. Bilen har ingen direkt förlaga, men påminner om de lyxiga bilar som tillverkades på 1920- och 1930-talen. De första årsmodellerna hade karosspaneler i aluminium, men senare byttes de ut mot glasfiber.

### Chrysler PT Cruiser
Denna modell tillverkades 2000–2010 och var designad för att likna en 1930-talsbil, bland annat genom att framskärmarna och motorhuven har en antydning till att vara separata. Den relativt högbyggda karossen gjorde samtidigt detta till en av de mer praktiska retrobilarna för dagligt bruk med sina goda innerutrymmen.